# Stockwerkanbau

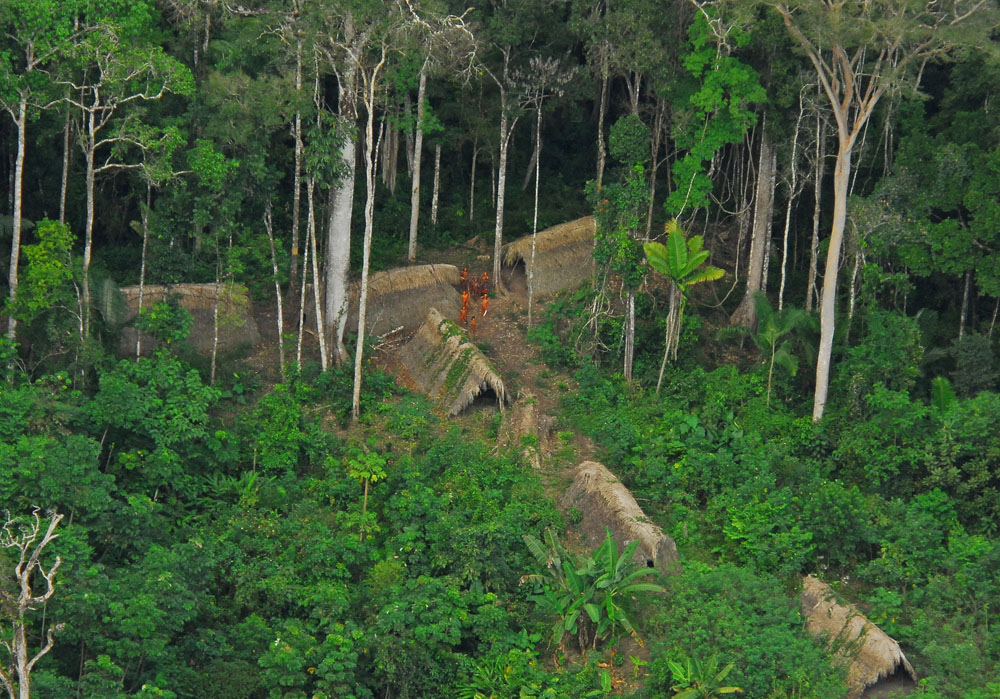
Siedlung eines isolierten indigenen Stammes in Acre (Brasilien)

Stockwerkanbau oder Etagenanbau ist eine traditionelle Form der Permakultur in den Tropen und Subtropen, bei welcher der natürliche Stockwerkbau der Vegetation durch Kultivierung einer Vielfalt von Nutzpflanzen nachgeahmt wird, um seine Schutzfunktion für die am Boden wachsenden Anbaupflanzen und die Durchwurzelung des Bodens zu erhalten. Die oberen und mittleren Pflanzenstockwerke spenden Schatten als Schutz vor der sehr intensiven tropischen Sonnenstrahlung. Auch schützen sie die unterhalb wachsenden Stauden und krautigen Pflanzen und den Boden vor der kinetischen Energie der Starkregen durch Tropengewitter bzw. Zenitalregen. Der Stockwerkanbau ist somit ein effektiver Schutz vor Bodendegradation. Diese Bewirtschaftungsform darf nicht mit Terrassenfeldbau verwechselt werden.
Der vor allem in der Subsistenzwirtschaft der indigenen Völker Südamerikas, Afrikas und Asiens entstandene Stockwerkanbau hat ökologische Vorteile gegenüber dem im 19. Jahrhundert durch die Kolonialherren eingeführten Plantagenanbau, bei dem Kulturpflanzen in Monokulturen angebaut werden, was das biologische Gleichgewicht gefährdet.

## Aufbau und Funktionsweise
Der Boden im tropischen Regenwald besitzt nur eine kleine Schicht fruchtbaren Boden. Die dort wachsenden Pflanzen konkurrieren aber vor allem um das zur Verfügung stehende Licht.
In der oberen Etage der großen Bäume werden z. B. Kokosnüsse oder Paranüsse genutzt. Einige dieser Bäume sind sehr groß und geben den darunter wachsenden Pflanzen ein wenig Schatten, so dass sie nicht in der prallen Sonne verbrennen. Diese „Urwaldriesen“ werden Emergenten genannt.
In der darunter liegenden Etage werden z. B. Bananen, Pfeffer, Kakao, Kaffee, Zitrusfrüchte, Papayas und Mangos geerntet. Die Pflanzen sind nicht so groß und benötigen auch nicht die volle Sonneneinstrahlung. Diese Schicht wird „Baumschicht“ genannt.
Auf dem Boden, im Schatten, lässt sich tropisches Gemüse anbauen. Diese Schicht heißt „Krautschicht“.
Im Boden wachsen Süßkartoffeln, Maniok oder Yamswurzeln.
In diesem ausgeklügelten System kann sich jede Pflanze in ihrer Wachstumshöhe entfalten und den optimalen Ertrag liefern. Sie haben genügend Licht und Nahrung, und es kann das ganze Jahr über geerntet werden. Der Boden ist ständig bedeckt und wird dadurch vor zu starker Sonneneinstrahlung und Auswaschung durch die starken tropischen Regenfälle geschützt. Wildtierverbiss kann einen Bauern, der Etagenanbau im Regenwald betreibt, nicht ruinieren. Es gibt bei dieser Anbauweise viele verschiedene Pflanzen mit einem großen Ablenkungseffekt. Ein Nebeneffekt ist, dass bei dieser Anbaumethode Lebensraum für viele Tiere und Kleinlebewesen geschaffen wird.
Diese ökologische Mischkultur erlaubt den Bauern, ihre Felder langfristig zu nutzen. In dieses System lassen sich auch Kleintierhaltung und Heilpflanzenanbau integrieren. Brandrodung und Wanderfeldbau ist so nicht mehr notwendig. Weil jedoch viele zugewanderte Menschen im tropischen Regenwald siedeln, die noch nie vom Etagenanbau gehört haben oder ihn gar als rückständig ansehen, weil er von der indigenen Bevölkerung betrieben wird, braucht dieser nachhaltige Anbau viel Überzeugungsarbeit. Die Diversifikation der Anbaufrüchte schützt neben ökologischer auch vor ökonomischer Anfälligkeit für Weltmarktpreisschwankungen.

## Stockwerkanbau in den Tropen

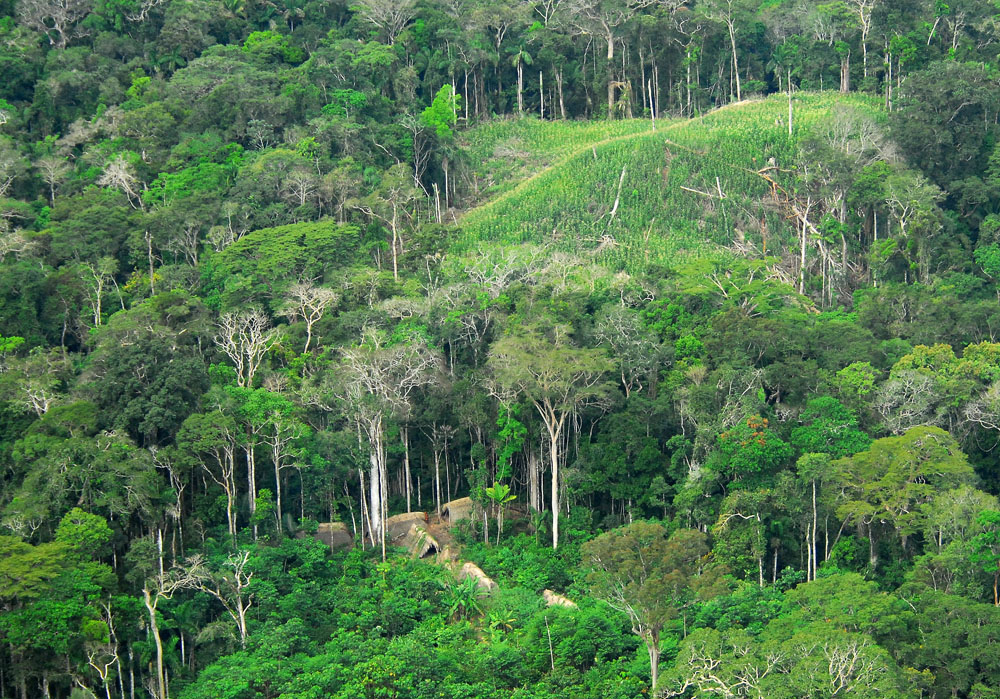
Stockwerkanbau in Brasilien

Die Ureinwohner von Gebieten mit tropischen Regenwäldern legen Waldgärten an, an denen sie wohnen. Die Amazonasindianer kennen den Etagenanbau ebenso wie einige indigene Bevölkerungen in den Regenwäldern Afrikas und Asiens. Hierbei wird der Wald in seiner Ursprünglichkeit kaum zerstört. Zu den wild wachsenden Bäumen werden viele verschiedene Nutzpflanzen angebaut.
In der Krautschicht wachsen Gemüsearten, die mit dem von den Sträuchern und Bäumen durchgelassenen Licht auskommen, beispielsweise Bohnen, Kürbisse, Melonen, aber auch Erdnüsse sowie Knollenfrüchte wie die Süßkartoffel, Yams, Maniok und auch Reis oder Mais. Ein zweites Pflanzenstockwerk nehmen Fruchtsträucher ein wie Papaya und Kaffeepflanzen. Darüber folgen Bananenstauden, dann mittelhohe Bäume wie der Kakaobaum, Avocadobaum und Mangobaum. Das nächsthöhere Stockwerk wird von den Kronen hoher Palmen eingenommen wie Pfirsichpalmen und Kokospalmen und das oberste von Paranussbäumen, die zu den Urwaldriesen gehören.

## Stockwerkanbau in den Subtropen

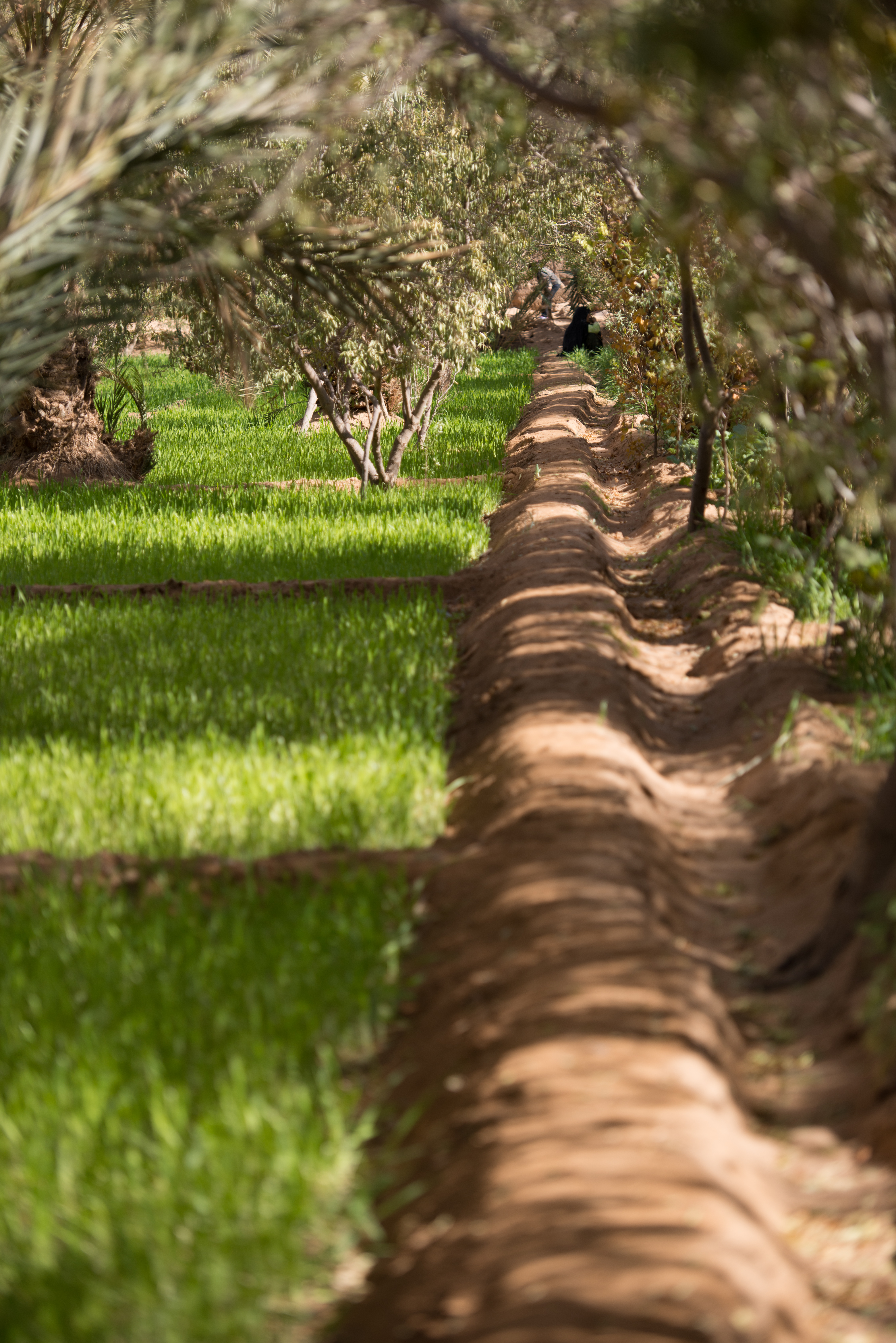
Marokko: Getreidefelder mit einem Bewässerungskanal unter Palmen und Zitrusbäumen

In den ariden Klimazonen ist besonders in den Oasen, die aus Flüssen oder aus Grundwasserbrunnen bewässert werden, der Stockwerkanbau eine verbreitete Form des Anbaus. Hier dienen Dattelpalmen und Obstbäume wie Pfirsichbäume und Bäume, die Zitrusfrüchte tragen, als Schattenspender für Gemüse- und Getreideanbau. Das senkt die Lufttemperatur und damit auch die Verdunstungsrate des kostbaren in Bewässerungskanälen zugeleiteten Wassers. Geringere Verdunstung bedeutet auch geringere Gefahr der Versalzung.

## Moderne Formen
Elemente dieser Art der Bewirtschaftung wurden ins Ecofarming übernommen. Auch die Agroforstwirtschaft nutzt die Vorteile des Etagenanbaus.

## Ökologische Bedeutung
Beim Etagenanbau im Regenwald kann sich jede Pflanze in ihrer Wachstumshöhe entfalten und den optimalen Ertrag liefern. Jede hat genügend Licht und Nährstoffe und es kann das ganze Jahr über geerntet werden. Der Boden ist ständig bedeckt und wird so vor zu starker Sonneneinstrahlung und vor Auswaschung durch die starken tropischen Regenfälle geschützt. Die Durchwurzelung bleibt erhalten. Es tritt keine Bodenerosion, Denudation oder Lateritisierung ein. Ein Nebeneffekt ist, dass die Artenvielfalt erhalten bleibt, weil auch Tiere und Kleinlebewesen ihren Lebensraum behalten. Schädlingsbefall ist unwahrscheinlich, weil keine Monokulturen vorhanden sind, die eine Vermehrung von Schädlingen begünstigen würden. Wildverbiss kann für einen Bauern, der Etagenanbau betreibt, keinen großen Schaden anrichten, weil verschiedene Pflanzen angebaut werden, von denen für Tiere, die in einen Waldgarten eindringen, vielleicht nur eine oder zwei zum natürlichen Nahrungsspektrum gehören. Außerdem sind die bewirtschafteten Parzellen kleinflächig, so dass der Bauer Eindringlinge bemerkt und vertreiben kann (siehe auch Zaunbau).
Diese ökologische Mischkultur erlaubt es den Bauern, ihre Felder langfristig zu nutzen. In dieses System lassen sich auch Kleintierhaltung und Heilpflanzenanbau integrieren. Brandrodung und Wanderfeldbau sind nicht erforderlich. Weil jedoch viele aus Städten zugewanderte Menschen im tropischen Regenwald siedeln, die noch nie vom Etagenanbau gehört haben oder ihn gar als rückständig ansehen, weil er von der indigenen Bevölkerung betrieben wird, bedarf es der Überzeugungskraft, sie zu diesem nachhaltigen Anbau zu motivieren. Die Diversifikation der Anbauprodukte bewahrt auch vor ökonomischen Krisen, die beim Verkauf der Erzeugnisse durch Schwankungen der Preise auf dem Weltmarkt ausgelöst werden können.
Die Erhaltung der tropischen Regenwälder ist global von Interesse, denn sie sind ein wichtiger Faktor für das Klima der Erde insgesamt. Entscheidend für ihren Einfluss auf das Klima ist die reiche Wolkenbildung. Die Schwammwirkung der Vegetation und die Verdunstung und Transpiration der Pflanzen ist für die Entwicklung der sekundären ITC und der primären ITC bedeutsam und hat somit auch starke Auswirkungen die Regenzeiten der wechselfeuchten Tropen.
Darüber, ob die tropischen Regenwälder als Kohlenstoffsenke betrachtet werden können und ob sie dadurch die globale Erwärmung verlangsamen, findet man widersprüchliche Angaben. Je „waldähnlicher“ eine sich in Entwicklung befindliche Kulturlandschaft wird, umso mehr Kohlenstoff vermag sie zu binden. Beim Stockwerkanbau geht es jedoch darum, die Freisetzung von CO2 als Folge von Brandrodungen, insbesondere der Shifting Cultivation, zu vermeiden und die Regulation des Wasserhaushalts im Ökosystem aufrechtzuerhalten.

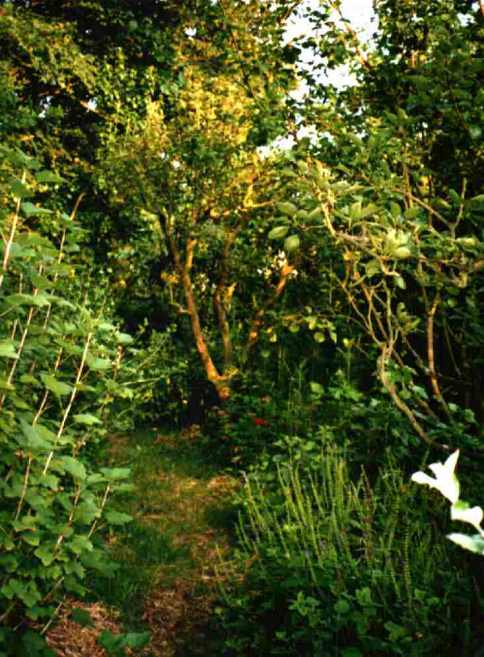
Waldgarten in Shropshire

Mit dem modernen Etagenanbau-Konzept des Waldgartens strebt die Permakultur eine größtmögliche Verbreitung Ertrag abwerfender, vom Menschen geschaffener Ökosysteme an, die einen möglichst hohen Anteil nicht einjähriger Pflanzenarten aufweisen, um dem Humusverlust als Folge der konventionellen Landwirtschaft entgegenzuwirken, was gerade im tropischen Regenwald besonders wichtig ist, da die Böden nur eine dünne fruchtbare obere Bodenschicht haben, unterhalb der die Böden nährstoffarm sind.